# Egemen Artık
Egemen Artık (ur. 2 stycznia 1982 w İzmicie) – turecki wioślarz.

## Osiągnięcia
- Mistrzostwa Europy – Ateny 2008 – dwójka bez sternika – 10. miejsce[1].